# Hermandad del Cristo del Amor y de la Paz (Salamanca)
La Hermandad del Santísimo Cristo del Amor y de la Paz es una cofradía penitencial de Salamanca que desfila en la noche del Jueves Santo desde el barrio del Arrabal, cruzando el río Tormes por el puente Romano y entrando en la ciudad antigua por la Puerta del Río y la calle Tentenecio. Organiza también la Procesión del Santísimo Cristo de la Liberación en la madrugada del Sábado Santo.

## Emblema
Cruz de madera sin desbastar de gran sencillez con dos ramos de olivo que se cruzan en la intersección de los dos maderos.

## Historia

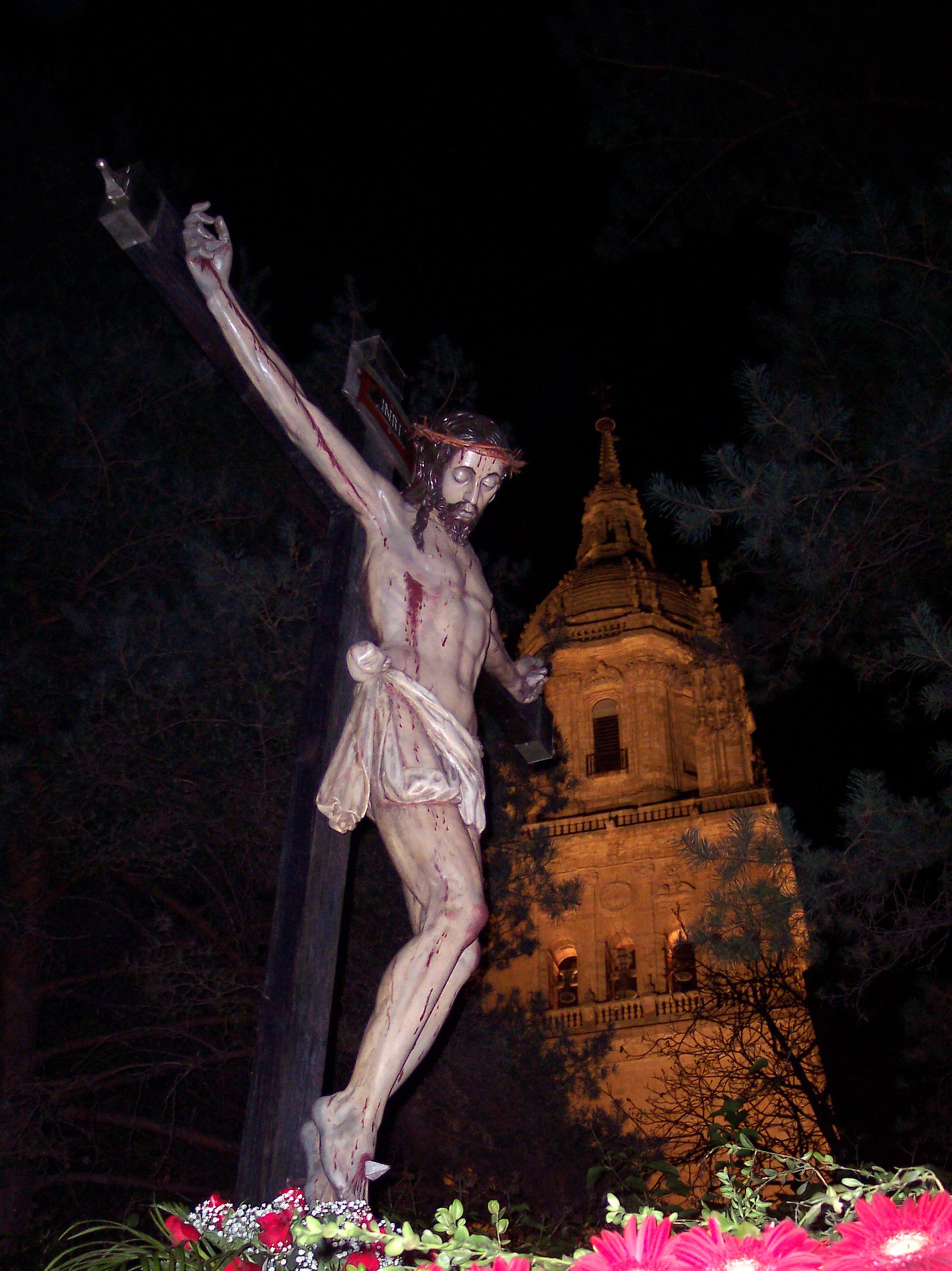
Stmo. Cristo del Amor y de la Paz

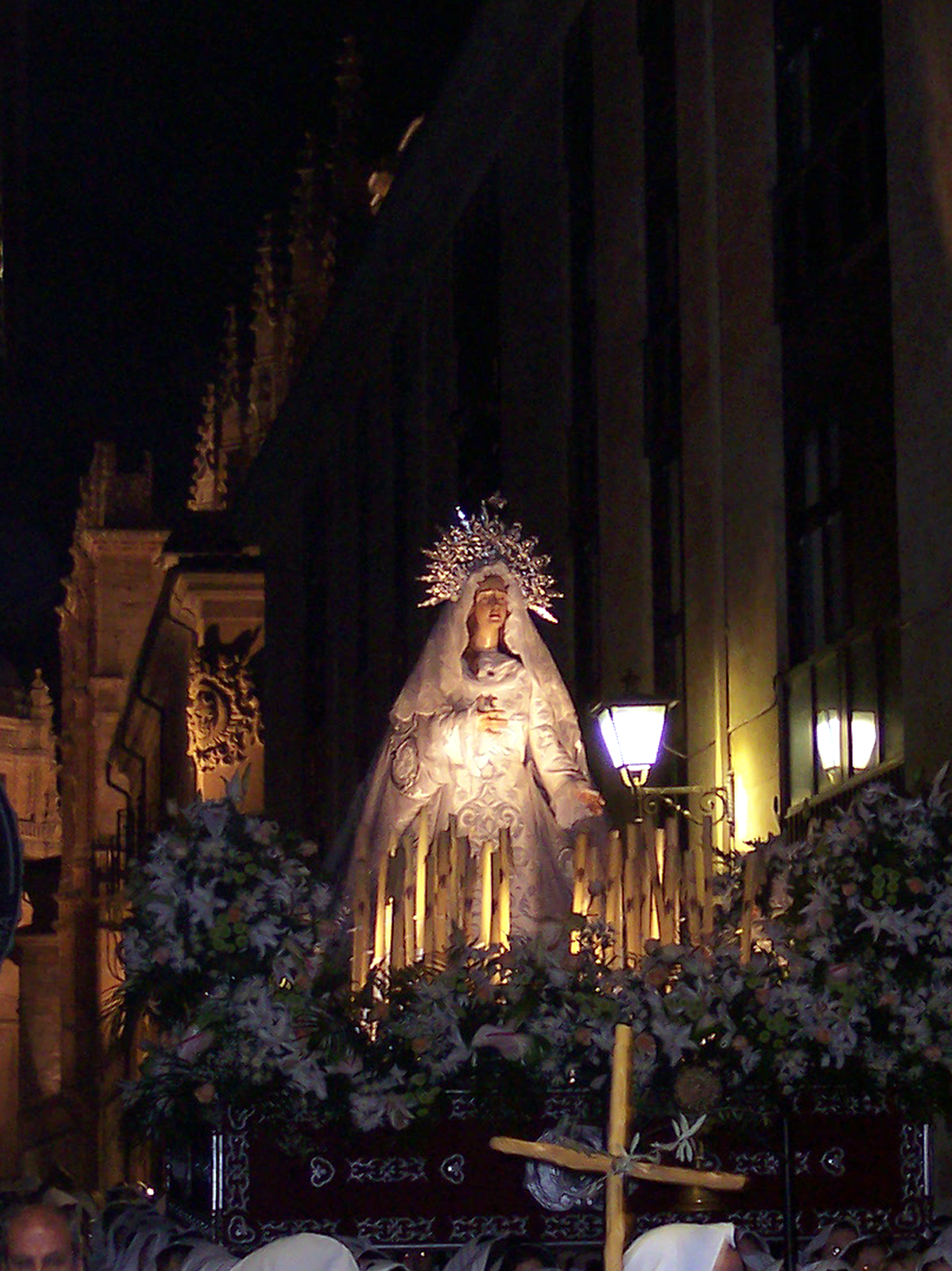
María Nuestra Madre

Se fundó en Salamanca el 2 de febrero de 1971 a iniciativa de un grupo de jóvenes que no encontraban en las cofradías existentes un lugar adecuado para desarrollar sus inquietudes espirituales, estéticas y devocionales. Su primer desfile se realizó en la Semana Santa de ese mismo año con la imagen del Cristo del Amor y de la Paz. Debido a la premura se pidieron las túnicas a las cofradías de la Agonía y el Perdón, a la del Amparo que había dejado de desfilar un año antes, y a la comunidad Mercedaria.
Desde sus inicios la hermandad se ciñó al espíritu emanado del Concilio Vaticano II. Tomando su nombre del día de su procesión, Jueves Santo, día del amor fraterno. Son varios sus hitos más notables, como la inclusión de la mujer como hermano de pleno de derecho en 1972, el hecho de procesionar a cara descubierta con hábito monacal para dar testimonio público de fe, así como la realización de notables obras sociales y culturales.
La estética de esta hermandad, que aunaba una concepción moderna de la procesión de Semana Santa con elementos antiguos apenas utilizados o de ámbito rural, como las matracas, esquilas y tablas, hicieron único y especial su desfile, a la vez que discurría por las calles más problemáticas del barrio antiguo de la ciudad.En los primeros años la cofradía sacaba en su procesión pancartas con lemas bíblicos, como No envidies al hombre de violencia ni sigas su camino (Proverbios 3, 31), que teniendo matices revolucionarios hicieron que sus portadores acabasen en el declarando ante la policía.Las pancartas fueron portadas en el desfile hasta 1985.
La irrupción de esta joven hermandad supuso un revulsivo para la celebración popular de la Semana Santa en Salamanca, siendo unánime la idea de que contribuyó decisivamente a superar la profunda crisis de esta manifestación religiosa en Salamanca. En 1972, a propuesta de la Congregación de Jesús Rescatado, comenzó a celebrar el Vía Crucis de las Dueñas, en el claustro del convento de las Dominicas, y el Lunes Santo de 1979 realizó el primer comentario a las Siete Palabras en la iglesia de san Juan de Sahagún. Desde un comienzo tuvo una clara vocación de ayuda a otras hermandades, que debido a la crisis de la Semana Santa en España en los años 1960 y 1970, no contaban con suficientes hermanos para desarrollar sus propias procesiones. El punto de partida de esta colaboración se basó en la ayuda a la Hermandad de N. P. Jesús del Perdón a volver a procesionar dignamente por las calles de Salamanca. También contribuyó a poner en valor la procesión del Corpus, para la que desde 1971 se elabora una alfombra de sal para recibir al desfile en la plaza de Anaya, antes de concluir con la bendición en el atrio de la Catedral, y desde 1974 porta a hombros la custodia con el Santísimo.
En 1983 se creó la banda de cornetas y tambores de la hermandad, a la que al año siguiente se incluyó una sección de gaitas. Posteriormete se transformó en banda de musica, que se desvincularia de la hermandad en 2009 pasando a denominarse Banda Ciudad del Tormes.
En 1984 desfiló por primera vez el paso de la Coronación de espinas, cedido a la hermandad por la Cofradía del Dulce Nombre de Jesús Nazareno de León. Al no encajar en la estética de la procesión del Jueves Santo el paso, una vez restaurado, se integró en la Procesión General del Santo Entierro, saliendo de San Martín acompañado por una representación de la hermandad. En 1985 y en el transcurso de la Procesión General del Santo Entierro, el paso de la Coronación de espinas fue cargado íntegramente por mujeres, siendo el primer paso en hacerlo en toda España. Logro compartido, unos minutos más tarde, con el paso de Jesús Nazareno de la Vera Cruz, portado también exclusivamente por hermanas de paso.
En 1987 se incorporó a la hermandad la imagen de María Nuestra Madre, que sería cargada exclusivamente por mujeres en el desfile del Jueves Santo.

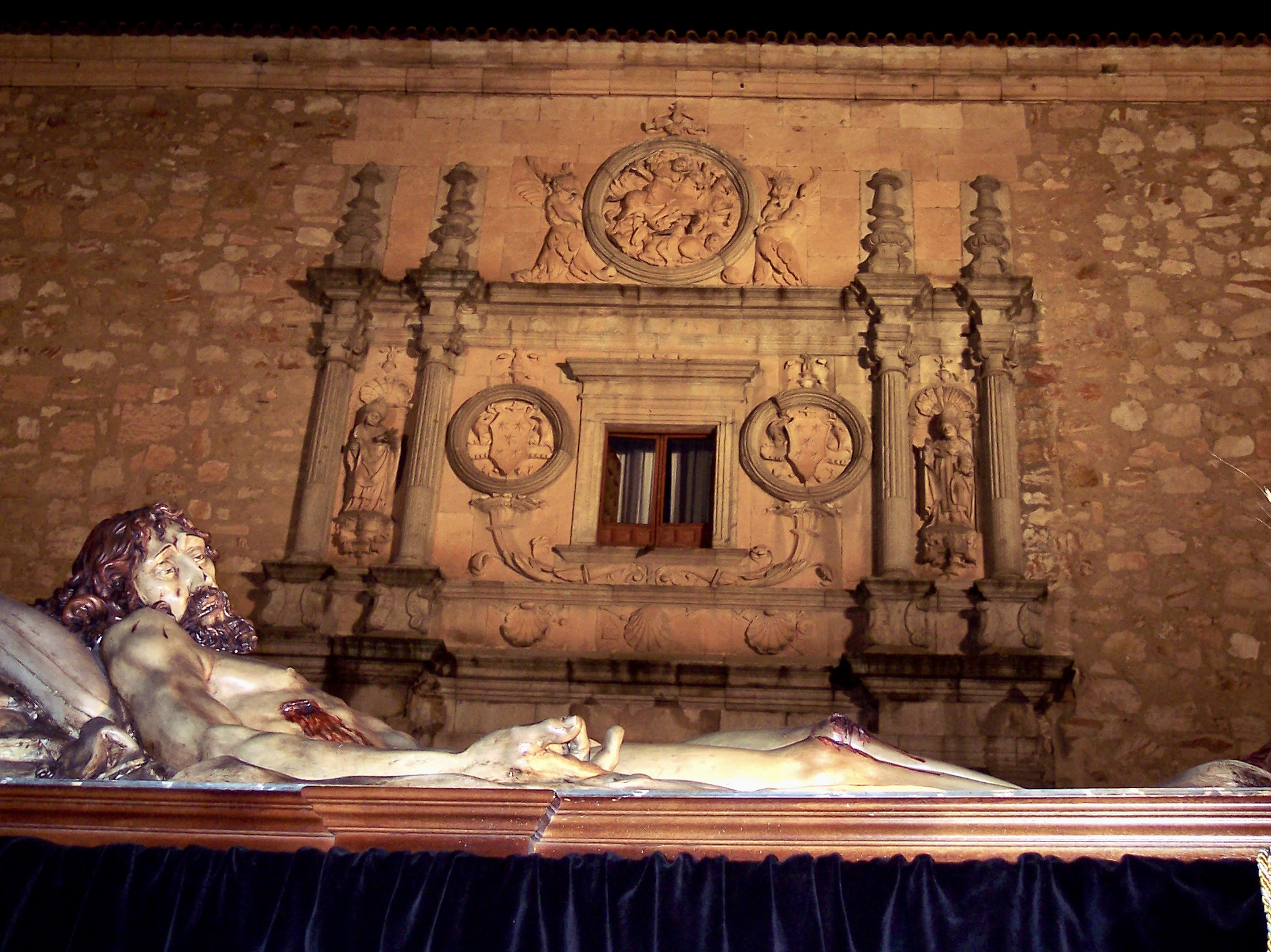
Stmo. Cristo de la Liberación

En la madrugada del sábado Santo de 1988 organizó por primera vez la procesión del Cristo de la Liberación, acompañando la imagen de un Cristo Yacente, siendo denominada como El Entierro Charro debido al uso de vestimenta de luto tradicional así como de hábitos de disciplina castellana del siglo XVI de los hermanos. La inclusión de este desfile en la nómina de la Semana Santa Salmantina generó un conflicto con la Real Cofradía Penitencial del Stmo. Cristo Yacente de la Misericordia y de la Agonía Redentora. La Real Cofradía se fundó con el propósito de incorporar una procesión de Yacente, entendíendo que por su naturaleza no tenía sentido que hubiese dos procesiones con el mismo significado en la ciudad. El obispado resolvió de forma salomónica autorizando las dos procesiones, sin embargo la imagen, sección y procesión del Cristo de la Liberación no podrían incluir el término "Yacente" en su titulación.
En 1995 la Hermandad se apartó de la Junta de Cofradías, dejando de participar en los actos organizados por esta. Así la Coronación de espinas abandonó el Santo Entierro y se integró durante algunos años en el desfile del Amor y la Paz del Jueves Santo. Al no encajar en el desfile, como ya se vio al llegar el grupo escúltorico a Salamanca, dejó de salir en la procesión. En septiembre de 2004 fue devuelto a la cofradía de León, que seguía siendo la propietaria de las imágenes.
Desde 1988 de manera puntual, y a partir de 1998 como una tarea confiada por la diócesis a la cofradía, miembros de la Hermandad de Cristo del Amor y de la Paz son los encargados de dirigir la oración que se lleva a cabo en los dos cementerios de Salamanca antes de dar sepultura a los fallecidos.
En 2005 la cofradía volvió a integrarse en la Junta de Cofradías, Hermandades y Congregaciones de Semana Santa de Salamanca, de la que se había separado diez años antes.
En 2006 la Hermandad trasladó su sede canónica de la iglesia Nueva del Arrabal a la recién restaurada iglesia Vieja del mismo barrio, si bien la procesión del Jueves Santo sigue saliendo de la Iglesia Nueva, que ha pasado a ser propiedad del Ayuntamiento de Salamanca, impulsor del proyecto para convertir el edificio en Museo de Arte Sacro y Semana Santa.
En 2007 y a través de internet la hermandad salmantina tuvo conocimiento de la existencia de su homónima en Guadalajara y la salmantina entró en contacto con esta última, preparando el acto de hermanamiento con un intercambio de visitas. A pesar de la diferencia de afinidades y uniéndoles solo el nombre, el 20 de octubre de 2007 se produjo en Salamanca el hermanamiento de ambas cofradías sin el refrendo de sus Juntas Generales.
En 2012, celebrando el veinticinco aniversario de la imagen de María Nuestra Madre, la talla salió en procesión extraordinaria hasta la Catedral y se realizó una exposición en el Palacio de Garci Grande, mostrando el manto, la saya de la Virgen y las joyas, que formaban el ajuar de la Virgen.
En 2013 la hermandad recuperó su sección musical propia al fundarse la nueva banda de cornetas y tambores del Cristo del Amor y de la Paz, que acompañó a la imagen titular hasta su disolución en 2024.
Los actos centrales por el cincuentenario de la hermandad tuvieron que retrasarse hasta 2022. En la procesión del Jueves Santo de ese año se recuperaron las pancartas reivindicativas y en julio la imagen del Cristo se trasladó en procesión extraordinaria a la Catedral para celebrar una eucaristía de acción de gracias.
En 2024 la hermandad se hizo cargo de la capilla del cementerio de San Carlos, celebrando en ella una Eucaristía los últimos domingos de cada mes por los fallecidos en la ciudad y la veneración Cristo de la Liberación, que se custodia en ella durante todo el año, en torno a las festividades de Todos los Santos y los Fieles Difuntos.

## Pasos Procesionales
- Cristo del Amor y de la Paz. Notable crucificado de autor anónimo del siglo XVII, procedente de la iglesia del Espíritu Santo. Presenta la particularidad de un perizoma en aspa, lo que permite admirar las caderas del crucificado, característica que comparte con el Stmo. Cristo de los Doctrinos, de la Ilustre Cofradía de la Santa Cruz del Redentor y de la Purísima Concepción, su Madre y con el Santísimo Cristo del Monte, de la vecina localidad de Alaraz. El profesor Javier Casaseca atribuye su autoría al escultor zamorano Juan de Montejo, adelantando su ejecución al siglo XVI.[22]
- María Nuestra Madre. Imagen de la Virgen de vestir debida al imaginero zamorano Hipólito Pérez Calvo en 1987.[2] Viste saya blanca bordada en plata, a partir de un traje de luces donado por Alberto López Simón,[23] y toca y manto también blancos, bordados en plata en alusión a la pureza de la Virgen.[24] Es portada a hombros por 100 mujeres sobre andas que combina elementos neoclásicos y renacentistas inspirados en  la iglesia Nueva del Arrabal, talladas por Óscar Rodríguez Fernández en 2014.[25]
- Cristo de la Liberación. Cristo yacente que desfila en las primeras horas de la madrugada del sábado Santo en su propia procesión desde el Colegio de los Irlandeses, recibe culto el resto del año en la capilla del cementerio de San Carlos Borromeo de Salamanca. Es obra de Vicente Cid Pérez, realizado en pasta de alabastro y resinas en 1988. En la noche del Viernes de Dolores se celebra el traslado popular de la imagen desde el cementerio a la Capilla de los Irlandeses.

## Marchas dedicadas
- Cristo del Amor y de la Paz, dedicada al titular homólogo, Desiderio Tavira, 2003.
- María Nuestra Madre, dedicada a la titular mariana de la Hermandad, Javier L. García Rodríguez, 2009.
- Señor de las Almas, dedicada al Stmo. Cristo de la Liberación, Rubén García Torres y Ángel Rivas Atuse, 2011.[26]

## Hábitos

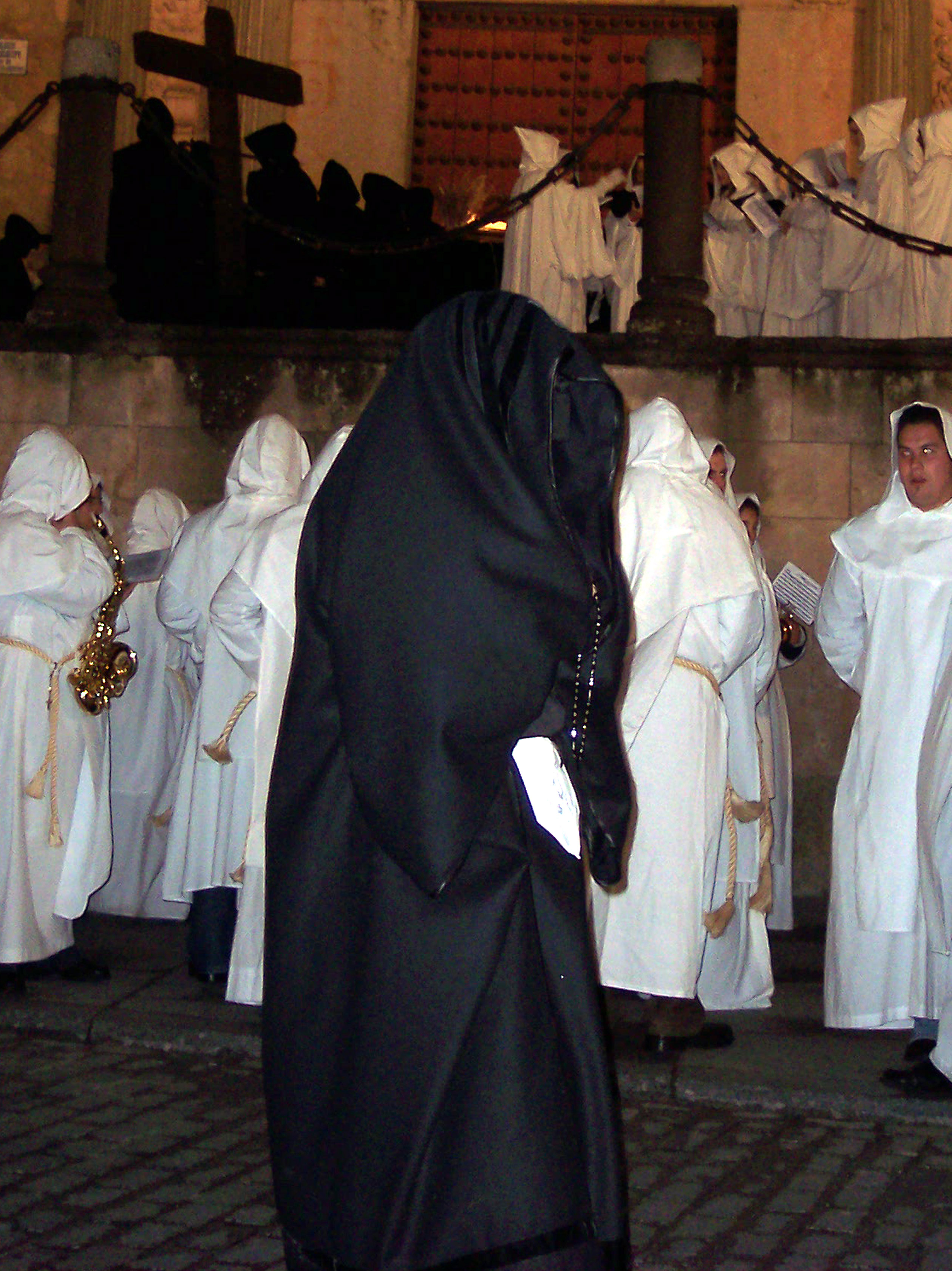
Mujer vistiendo traje de ventioseno en la procesión de la Liberación

### Jueves Santo
En la procesión del Arrabal, como se conoce popularmente al desfile del Jueves Santo, los hermanos visten hábito blanco de tipo monacal, con escapulario y capucha, ceñido a la cintura con soga de esparto. Se completa el hábito con el emblema de la hermandad, cruz y dos ramas de olivo, en plata a modo de medalla. 
El hecho de salir a cara descubierta empleando capucha en lugar de capirote se debe al espíritu fundacional de la hermandad y las adversidades a que se enfrentaba la Semana Santa salmantina en los años 70, ante las que se decidió que era necesario "dar la cara".

### Sección del Cristo de la Liberación
En la procesión de la noche del Viernes Santo se ven hasta cinco hábitos distintos. 
Los hermanos que abren el desfile con la cruz de guía y los que portan tavolettas con pinturas representando distintas escenas de la pasión, visten el hábito del Jueves Santo con escapulario de arpillería en lugar del de lienzo.
A continuación las mujeres visten el traje charro de luto de ventioseno, con falda y blusa negras, medias de labor en blanco y zapato negro con hebilla plateada. Se completa con manto negro rematado en borla cubriendo la cabeza, llevando en la mano rosario y pañuelo blanco
Los hombres llevan túnica de cola de paño negro, inspirada en la de los antiguos disciplinantes, con capucha y sandalias.
Los componentes del coro de canto gregoriano visten hábito cisterciense de amplias mangas.
La banda musical lleva la misma vestimenta que el Jueves Santo.